# TwinLife
| Das TwinLife-Logo |                                                                       |
| Leitung           | Christian Kandler, Bastian Mönkediek, Frank M. Spinath                |
| Start der Studie  | Herbst 2014                                                           |
| Orte              | Universität Bielefeld, Universität Bremen, Universität des Saarlandes |
| Website           | https://www.twin-life.de/                                             |

TwinLife ist eine repräsentative, verhaltensgenetische und längsschnittliche Zwillingsfamilienstudie der Universität Bielefeld und der Universität des Saarlandes unter der Leitung von Martin Diewald (bis Juni 2024), Christian Kandler, Bastian Mönkediek, Rainer Riemann (bis Juni 2021) und Frank M. Spinath zur Entwicklung von sozialer Ungleichheit.

## Beschreibung und Design
Seit 2014 werden die Daten von zu Beginn ca. 4000 Zwillingsfamilien einmal jährlich mittels einer sich abwechselnden Telefon- und Haushaltsbefragung gesammelt. Die Familien bestehen aus insgesamt ca. 16.000 Personen und beinhalten die ein- und zweieiigen Zwillinge, ihre Geschwister, Eltern, ggf. Stiefeltern sowie ggf. Partnern. Die Dauer der Studie ist auf 12 Jahre ausgelegt.
Ziel von TwinLife ist es, mittels verschiedener Methoden der Zwillingsforschung herauszufinden, wie sich soziale Unterschiede zwischen Menschen aufgrund von genetischen und umweltbedingten Faktoren erklären lassen.
Unter Berücksichtigung biologischer und sozialer Faktoren soll darüber Aufschluss gegeben werden, wie soziale Unterschiede über den Verlauf des Lebens entstehen können. Dabei werden vor allem Unterschiede in den Bereichen Bildung und Bildungserfolg, Karriere und Erfolg auf dem Arbeitsmarkt, soziales, kulturelles und politisches Umfeld, subjektive Einschätzung der Lebensqualität, körperliche und psychische Gesundheit und eventuelle Verhaltensprobleme betrachtet.

## Erhebung der Daten
Um die Repräsentativität der Stichprobe zu gewährleisten und gleichzeitig ein breites Spektrum an Verhaltensweisen und Umwelten abzudecken, wurde diese zufällig und deutschlandweit über die Einwohnermeldeämter der Städte und Gemeinden gezogen und durch Fälle aus großen Städten (mehr als 50.000 Einwohner) und ländliche Regionen (5.000–20.000 Einwohner) ergänzt.
Zur Erhebung der Daten werden das cross-sequenzielle Design und das Nuclear Twin Family Design miteinander kombiniert. Beim cross-sequenziellen Design werden Personen aus verschiedenen Altersgruppen mehrmals befragt. Beim Nuclear Twin Family Design werden neben den Zwillingspaaren auch deren leibliche Mütter und Väter befragt. Darüber hinaus werden ggf. auch leibliche Geschwister, Adoptiveltern und -geschwister sowie die Stieffamilie oder Partner der Zwillinge in die Untersuchung miteinbezogen, um die Lebensumwelt der Zwillinge abzubilden.
Im Rahmen von TwinLife werden vier verschiedene Geburtskohorten (* 1990–1993, * 1997–1998, * 2003–2004 sowie * 2009–2010) von ein- und zweieiigen Zwillingen und ihre Familien über den Verlauf von 12 Jahren untersucht. Die jüngste Kohorte war zum Zeitpunkt der ersten Befragung im Jahr 2014 fünf Jahre und die älteste Kohorte wird zum Zeitpunkt der letzten Testung im Jahr 2023 bereits 31 Jahre alt sein. Somit deckt TwinLife insgesamt eine Altersspanne von 26 Jahren ab und umfasst somit sehr prägende und für den weiteren Lebensweg bedeutsame Lebensabschnitte und Entscheidungen.
Im Rahmen der dritten Haushaltsbefragung erfolgte zusätzlich eine Speichelprobenentnahme. Durch die gewonnenen detaillierten Informationen zu Beschaffenheit und Funktion des Erbguts können soziologische, psychologische und verhaltensgenetische Methoden um molekulargenetische Analysen ergänzt werden. Eine solche Kombination von Methoden trägt wesentlich dazu bei, die Bedeutung von Genen und Umwelt für die Entstehung sozialer Ungleichheit besser verstehen zu können.

## Datenzugang
Auf Antrag stehen die von GESIS bereitgestellten Daten als Scientific-Use-File für wissenschaftliche Zwecke zur Verfügung.

## Wissenschaftlicher Beirat
Der wissenschaftliche Beirat setzt sich aus internationalen Experten der Verhaltensgenetik, Soziologie und Psychologie sowie Vertretern großer Panelstudien (SOEP, NEPS und Pairfam) zusammen. Beteiligt sind Avshalom Caspi, Guang Guo, Johannes Huinink, Wendy Johnson, Robert F. Krueger, Jutta von Maurice, Terrie E. Moffitt, Jenae Neiderhiser, Danielle Posthuma, Jürgen Schupp und Michael J. Shanahan.

## Kooperationsprojekte
Die Studie „Kinder und Kitas in Deutschland“ (K2ID) ist eine Erweiterung des Projekts "Early childhood education and care quality in the Socio-Economic Panel" (K2ID-SOEP). Neben weiteren Inhalten der Studie, wurde die jüngste Kohorte der TwinLife-Studie (5-Jährige) um einen Elternfragebogen und eine Kita-Untersuchung erweitert, um den theoretischen und methodischen Ansatz des SOEP-ECEC-Qualitätsprojekts zu erweitern. Darüber hinaus bestehen weitere Kooperationsprojekte, zum Beispiel die molekulargenetischen Satellitenprojekte TECS (TwinLife Epigenetic Change Satellite) und TwinSNPs in Kooperation mit dem Universitätsklinikum Bonn und dem Max-Planck-Institut für Psychiatrie in München.

## Finanzierung
TwinLife wird seit 2013 von der Deutschen Forschungsgemeinschaft als Langfristvorhaben gefördert.

## Erhebungsinstitut
Von 2014 bis 2016 wurde die Datenerhebung des TwinLife-Projekts von Kantar Public (vormals TNS-Infratest-Sozialforschung) durchgeführt und seit 2016 vom infas Institut für angewandte Sozialwissenschaft GmbH.

## Publikationen
| Jahr der Veröffentlichung | Titel | Autoren | Scientific Journal                                | Link                                    |
| ------------------------- | --- | --- | ------------------------------------------------- | --------------------------------------- |
| 2016                      | What drives the development of social inequality over the life course? The German TwinLife Study.                   | Hahn, E., Gottschling, J., Bleidorn, W., Kandler, C., Spengler, M., Kornadt, A. E., Schulz, W., Schunck, R., Baier, T., Krell, K., Lang, V., Lenau, F., Peters, A.-L., Diewald, M., Riemann, R., & Spinath, F. M.                       | Twin Research and Human Genetics, 19(6), 659–672. | https://doi.org/10.1017/thg.2016.76     |
| 2019                      | An Introduction to the German Twin Family Panel (TwinLife)                                                          | Lang, V., Weigel, L., Mönkediek, B., Baum, M. A., Eichhorn, H., Eifler, E. F., Hahn, E., Hufer, A., Klatzka, C.H., Kottwitz, A., Krell, K., Nikstat, A., Diewald, M., Riemann, R. & Spinath, F. M.                                      | Jahrbücher für Nationalökonomie und Statistik, 1  | https://doi.org/10.1515/jbnst-2019-0066 |
| 2019                      | The German Twin Family Panel (TwinLife)                                                                             | Mönkediek, B., Lang, V., Weigel, L., Baum, M. A., Eifler, E. F., Hahn, E., Hufer, A., Klatzka, C.H., Kottwitz, A., Krell, K., Nikstat, A., Diewald, M., Riemann, R. & Spinath, F.M.                                                     | Twin Research and Human Genetics, 1–8             | https://doi.org/10.1017/thg.2019.63     |
| 2023                      | Data from the German TwinLife Study: Genetic and Social Origins of Educational Predictors, Processes, and Outcomes. | Rohm, T., Andreas, A., Deppe, M., Eichhorn, H., Instinske, J., Klatzka, C. H., Kottwitz, A., Krell, K., Mönkediek, B., Paulus, L., Piesch, S., Ruks, M., Starr, A., Weigel, L., Diewald, M., Kandler, C., Riemann, R., & Spinath, F. M. | Journal of Open Psychology Data, 11(1), 1–15.     | https://doi.org/10.5334/jopd.78         |

Weitere Publikationen finden sich auf der Website von TwinLife.